# RAM 램페이지
렘 램페이지는 스텔란티스 브라질에서 생산하고  미국 등지에 Ram 브랜드를 통해 판매되는 유니바디 픽업 트럭이다. 2023년 6월에 소개되었으며 브라질에서 생산되고 북미에서 판매되는 최초의 램 트럭스 브랜드 차량이다. 이미 중남미, 동남아시아 등지에서는 피아트 토로가 이미 RAM 1000으로 판매되고 있다. 북미에서 판매되는 최초의 소형 픽업 트럭으로 현대 싼타크루즈의 수요에 대항하여 제작되는 것으로 추정된다.
램 트럭스에 따르면 'Rampage'라는 이름은 "동요, 소음, 소란, 분노"를 의미하는 영단어에서 따온 것이다. 이름은 또한 1980년대 Dodge Rampage라는 유닛 바디 세단형 픽업트럭에서 이미 사용되었다.
대부분의 구조,  파워트레인, 전장 등은 피아트 토로를 유용하는 것으로 추정된다.